# Karsten Müller
Karsten Müller (Hamburgo el 23 de noviembre de 1970) es un Gran Maestro de ajedrez alemán. 
En 1996 se clasificó tercero en el campeonato de Alemania y en 1997 fue segundo. Consiguió el título de Gran Maestro en 1998.
En 2002 consiguió su doctorado en Matemáticas en la Universidad de Hamburgo.
Es una autoridad de los finales y autor de los libros Fundamental Chess Endings (Everyman 2000) y Secrets of Pawn Endings (GAMBIT 2001), ambos junto con Frank Lamprecht, y Magic of Chess Tactics junto con el Maestro FIDE Claus Dieter Meyer (Russell Enterprises 2003). Su columna "Endgame Corner" ha aparecido en Chess Café desde enero de 2001 y ha sido un contribuyente regular a la revista ChessBase desde 1997.
En la lista de enero de 2010 de la FIDE tenía 2523 puntos de ELO.

## Libros publicados
- Karsten Müller&Frank Lamprecht (2001), Fundamental chess endings , Londres, Gambit Press, ISBN 1-901983-53-6